# Chladný měsíc
Chladný měsíc (v originále Lune froide) je francouzský hraný film z roku 1991, který režíroval Patrick Bouchitey na motivy dvou povídek Charlese Bukowského. Snímek měl světovou premiéru na filmovém festivalu v Cannes dne 22. května 1991.

## Děj
Film zachycuje osudy dvou osob na okraji společnosti – Simona a Dédého.

## Obsazení
| Jean-François Stévenin | Simon                  |
| Patrick Bouchitey      | Dédé                   |
| Jean-Pierre Bisson     | Gérard, Dédého švagr   |
| Consuelo de Haviland   | blondýna               |
| Laura Favali           | Nadine, sestra Dédého  |
| Jean-Pierre Castaldi   | Félix, majitel bistra  |
| Dominique Maurin       | vagabund               |
| Bernard Crombey        | řezník                 |
| Patrick Fierry         | Jean-Loup              |
| Marie Mergey           | Suzanne, Simonova teta |
| Jackie Berroyer        | kněz                   |
| Hubert Saint-Macary    | zákazník bistra        |

## Ocenění
- César: nominace na nejlepší filmový debut (Patrick Bouchitey)